# Get the Picture?
| Оценки критиков | Оценки критиков |
| Источник        | Оценка          |
| --------------- | --------------- |
| Allmusic        | [ 1 ]           |
| Rolling Stone   | [ 2 ]           |

Get the Picture? — четвёртый студийный альбом американской рок-группы Smash Mouth, выпущенный в 2003 году. В его поддержку было выпущено 2 сингла: «You Are My Number One» и «Hang On», а песня «Hot» попала в саундтрек игры Hot Wheels World Race.

## Об альбоме
Пластинку оформил художник Джош Эгл, известный под псевдонимом Shag.

## Синглы
Релизу предшествовал выход песни «You Are My Number One», написанной Нилом Даймондом, и записанной при участии певца Ranking Roger. «Hang On» попала в саундтрек фильма Кот.

## Коммерческий успех
Пластинка оказалось для группы провальной. Альбом разошёлся тиражом в 33 000 копии, тем самым заняв 100 место в чарте Billboard 200. После этого лейбл Intercope Records разорвал контракт с музыкантами.

## Список композиций
Автором песен является Грег Камп, кроме случаев, где указаны примечания.
1. «Hang On» — 2:53
2. «Always Gets Her Way» — 3:12
3. «You Are My Number One» (при участии Ranking Roger) (Нил Даймонд) — 2:32
4. «Whole Lotta Love» — 3:21
5. «Space Man» — 4:14
6. «Hot» — 2:31
7. «Looking for a Wall» — 3:18
8. «Seventh Grade Dance» — 3.30
9. «105» — 3:31
10. «Fun» — 2:39
11. «New Planet» (Пол Де Лисл) — 2:17
12. «Boulevard» — 4:19
13. «Get the Picture?» — 2:59
14. «You Are My Number One (Radio Remix)» — 2:32

### Японский бонус трек
1. «Spooky Thing» (при участии Джорджа Клинтона)